# Frisbæk
Frisbæk (tysk Friesbek, også Mühlenbek) er et 2 km langt vandløb ved Lyksborg i det nordlige Angel i Sydslesvig i det nordlige Tyskland. Bækken danner grænseskel mellem Adelby og Munkbrarup Sogne (Husby og Munkbrarup Herreder). Frisbækken udspringer ved Tved Ager og løber derfra mod nord igennem Tremmerup Skovs morænelandskab med til dels stejle skovbevoksede skrænter. Inden Frisbækken munder ud i den opdæmmede mølledam ved Mejervig og derfra i Flensborg Fjord optager den et parallelt løbende vandløb fra Bloskbjerg/Låsled (Ves Bæk). Frisbækken er vandløbet med den største hældning/fald i Angel.
Navnet er første gang nævnt 1797. Vandløb af samme navn findes ved Viborg og Tønder. Navnet kan måske tolkes af folkenavnet friser. En sammensætning med et folkenavn i et så ofte og spredt forekommende bæknavn er dog påfaldende. Muligvis foreligger i stedet et subst. sammensat af ordene fred og -bæk med betydninger bæk, hvor der ikke er rit fiskerei. Med henysn til betydningen kann Fredsbæk så sammenstilles med Fredskov (→fredet skov). 